# لانگ فنگ
لانگ‌فانگ (به چینی: 廊坊 به انگلیسی: Langfang) یکی از شهرهای کشور جمهوری خلق چین است. بر اساس ششمین سرشماری سراسری جمهوری خلق چین[[[:zh:中华人民共和国第六次全国人口普查]]] جمعیت کل شهرستان لانگ فانگ ۴٬۳۵۸٬۸۳۹ نفر بوده‌است که شامل ۵۱٫۲۳ درصد مرد و ۴۸٫۷۷ نفر زن می‌باشد.
.
شهرستان لانگ فانگ در استان هه بی در شرق چین قرار گرفته‌است. این شهر، از نظر اداری مستقل به حساب می‌آید.

## موقعیت جغرافیایی
شهرستان لانگ فانگ بین دو کلان‌شهر پکن و تیانجین قرار گرفته و از هر کدام به ترتیب ۴۰ و ۶۰ کیلومتر فاصله دارد که با استفاده از قطارهای تندرو، ظرف ۲۰ دقیقه می‌توان به این دو شهر رسید.

## مناطق شهر
شهرستان لانگ فانگ دارای دو بخش گوانگ یانگ zh:广阳区 و آنسه zh:安次区 و دو منطقه باجئو zh:霸州市 و سانخه zh:三河市 می‌باشد که منطقه سانخه بین دو شهر پکن و تیانجین بوده و به شهرستان لانگ فانگ متصل نمی‌باشد. همچنین این شهرستان دو منطقه مدیریت اقتصادی در رده ملی به نام‌های منطقه توسعه فنی اقتصادی لانگ فانگ zh:廊坊经济技术开发区 و منطقه توسعه محصولات‌های تک یان جیائو zh:燕郊高新技术产业开发区 بوده که منطقه یان جیائو عملاً همان شرقی‌ترین بخش شهر پکن می‌باشد که خط متروی پکن نیز به آن تردد دارد.